# Bugatti Divo
De Bugatti Divo is een sportauto van Bugatti. Dit autotype is vernoemd naar de Franse coureur Albert Divo die de Targa Florio-race won in de jaren 1920.

## Specificaties en kenmerken
De auto laat zich inspireren door de Bugatti Type 57 SC Atlantic samen met de Bugatti Vision Gran Turismo op het gebied van design en heeft de baanprestaties als belangrijkste focus. De auto omvat een opnieuw ontworpen uitlaatsysteem met vier uitlaatpijpen, een 1,8 meter brede vaste achtervleugel (23% breder dan de intrekbare vleugel op de Chiron), een NACA-kanaal op het dak dat de lucht naar de achterkant van de auto leidt op een centrale vin en uiteindelijk op de achtervleugel voor verbeterde downforce, een grote kinspoiler aan de voorkant, meer verfijnde sideskirts, grotere luchtinlaten aan de voorzijde, nieuwe koplampen en achterlichten, een ontluchting in de motorkap voor betere radiatorkoeling en ventilatieopeningen aan de voorgelegen wielkasten om de remmen te koelen. Het interieur in de Divo is relatief vergelijkbaar met de luxere Chiron, maar heeft alacantara en een bekleding van koolstofvezel om gewicht te besparen. Andere opmerkelijke veranderingen zijn onder meer stijvere veren en dempers, koolstofvezel wisserbladen en een mantel om de intercooler, gegroefde wielspaken, minder geluidsisolatie, een lichter geluidssysteem en verwijdering van de opbergkasten in de deuren en middenconsole voor een gewichtsbesparing van 35 kg over de Chiron Sport. De motor, een W16-motor met quad-turbo, wordt samen met de 7-traps transmissie met dubbele koppeling uit de Chiron behouden.

## Prestaties
De auto is 8,0 seconden sneller dan de Chiron rond de Nardò-testbaan volgens de fabrikant en genereert 456 kg downforce bij topsnelheid, 90 kg meer dan de Chiron. De topsnelheid wordt echter teruggebracht tot 380 km/u, dankzij de extra weerstand die door de aerodynamische elementen wordt geproduceerd en door overmatige druk op de banden als gevolg van een lagere rijhoogte. Het uitgangsvermogen van de Chiron is ongewijzigd, met 1.103 kW bij 6700 tpm en 1.600 Nm koppel bij 2000 tot 6000 tpm. Acceleratie van 0-100 km/u is ook onveranderd van Chiron op 2,4 seconden, maar de Divo heeft een hogere laterale versnelling.

## Foto 's

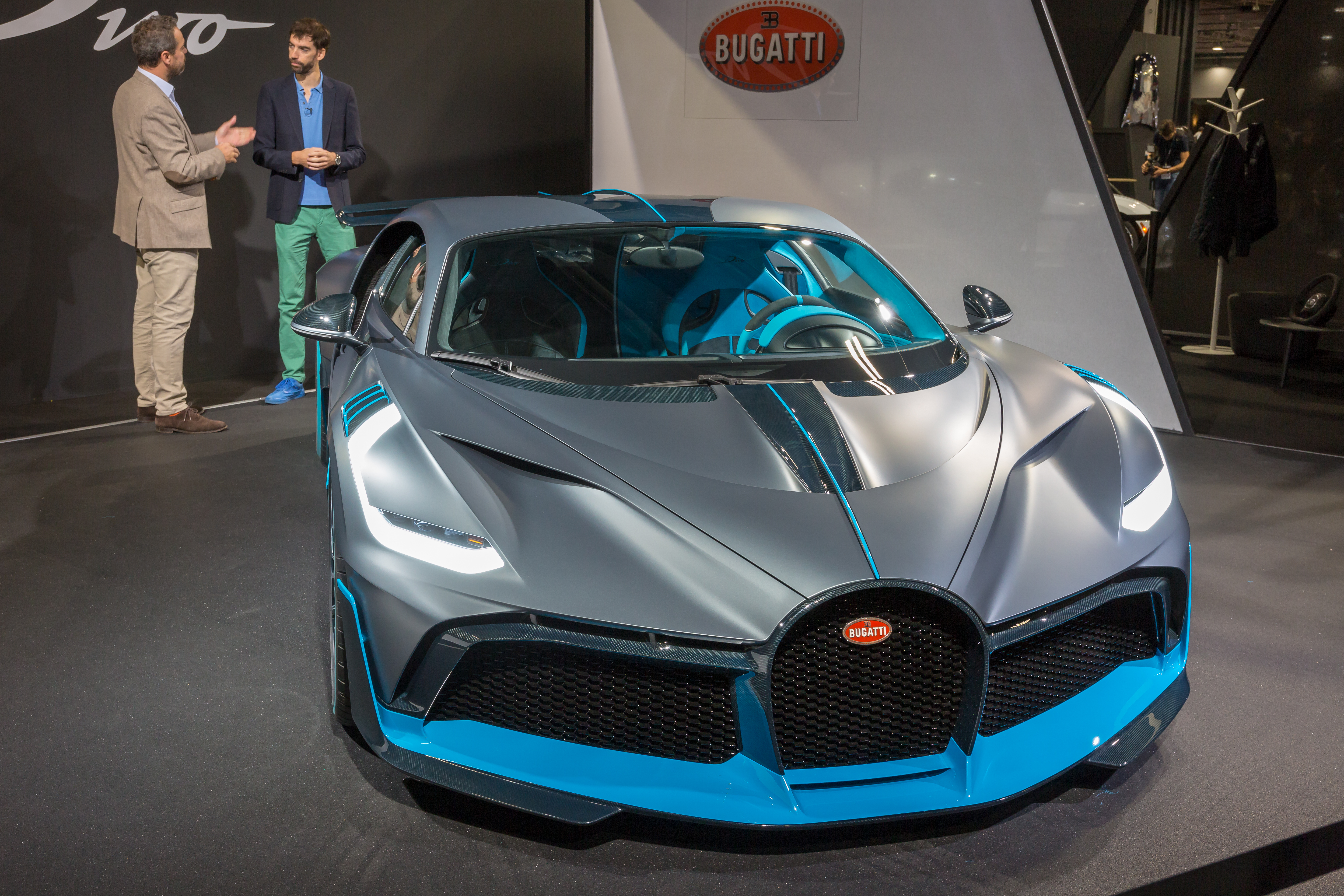
De voorkant van de Bugatti Divo
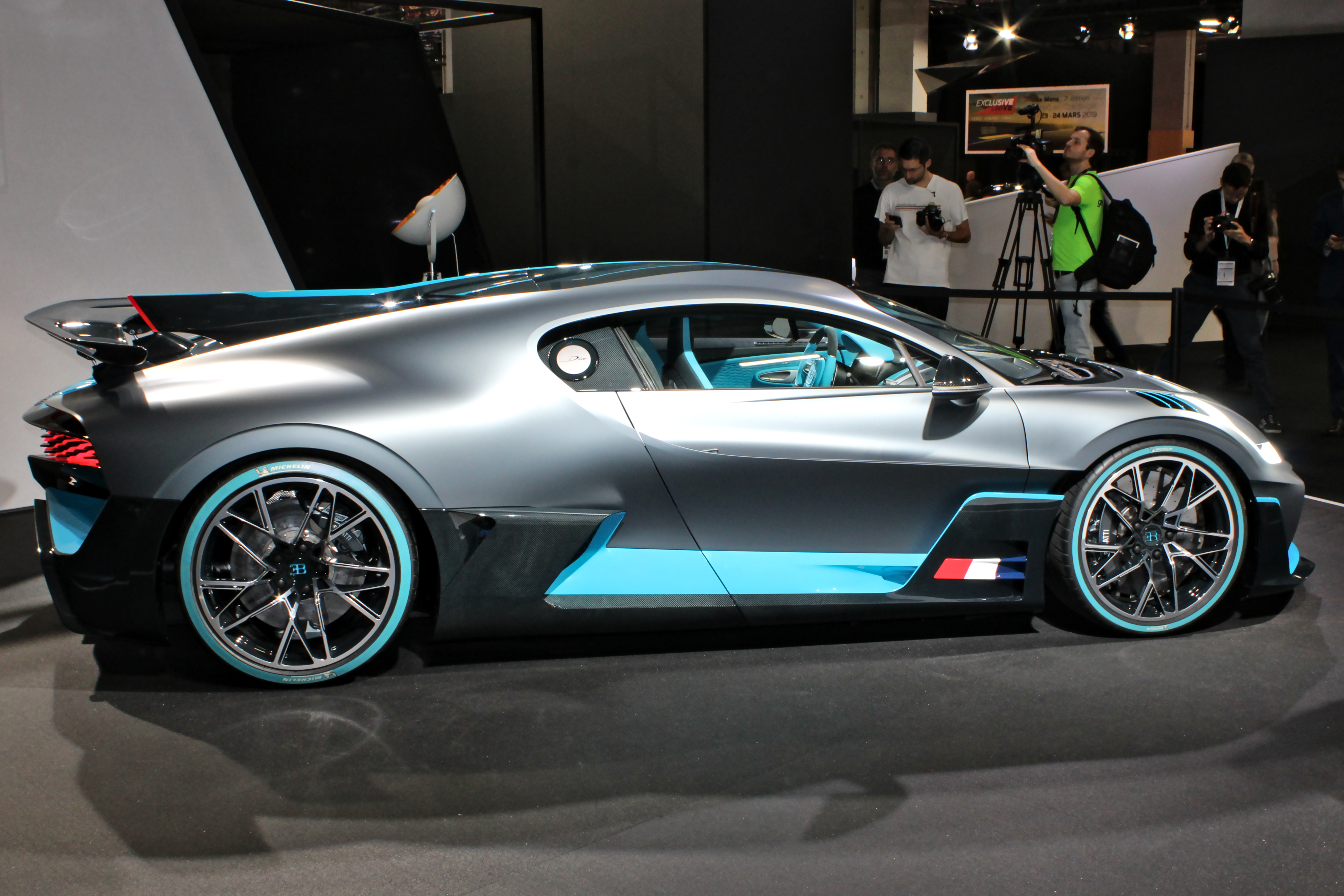
De zijkant van de Bugatti Divo
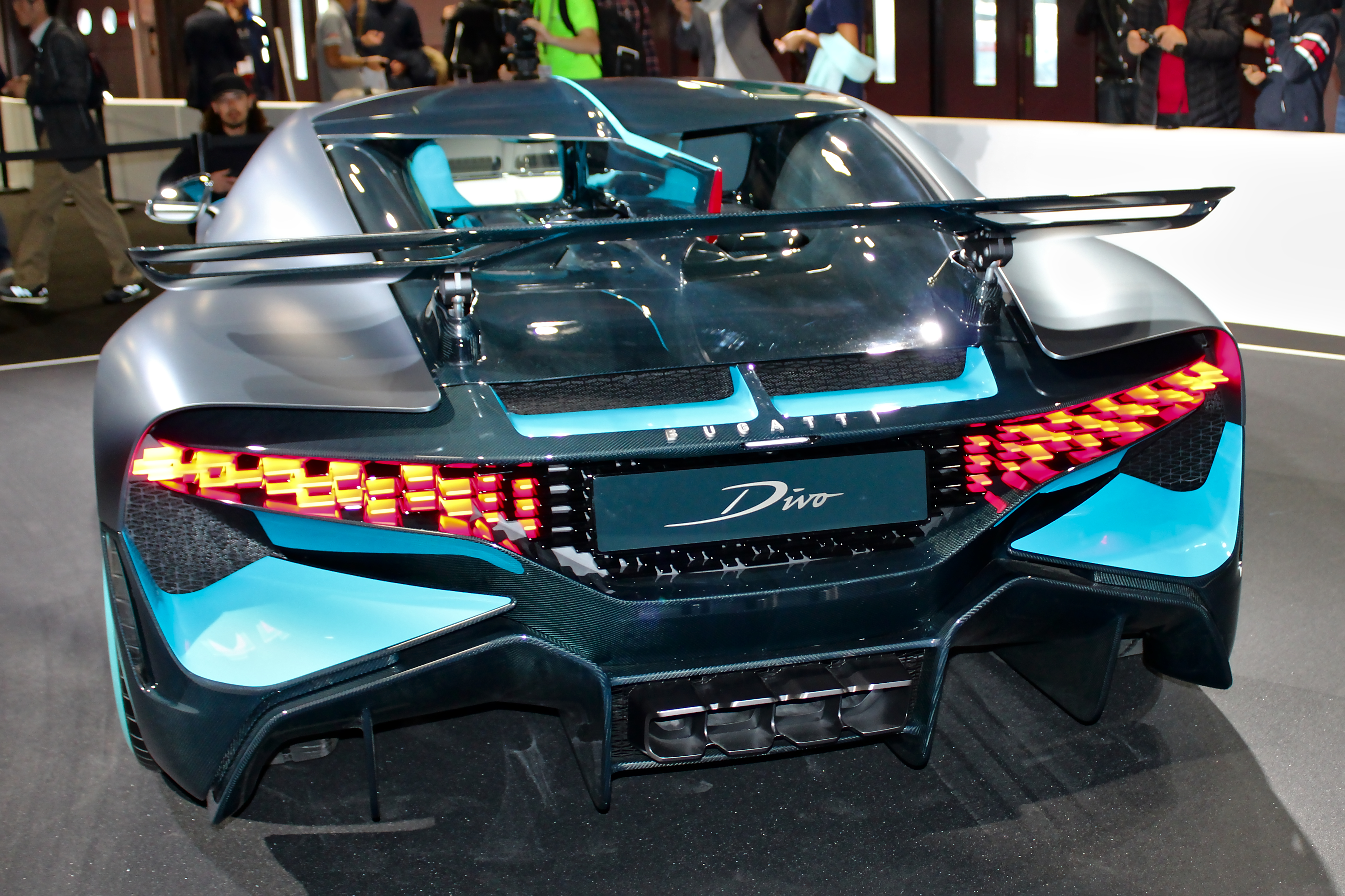
De achterkant van de Bugatti Divo
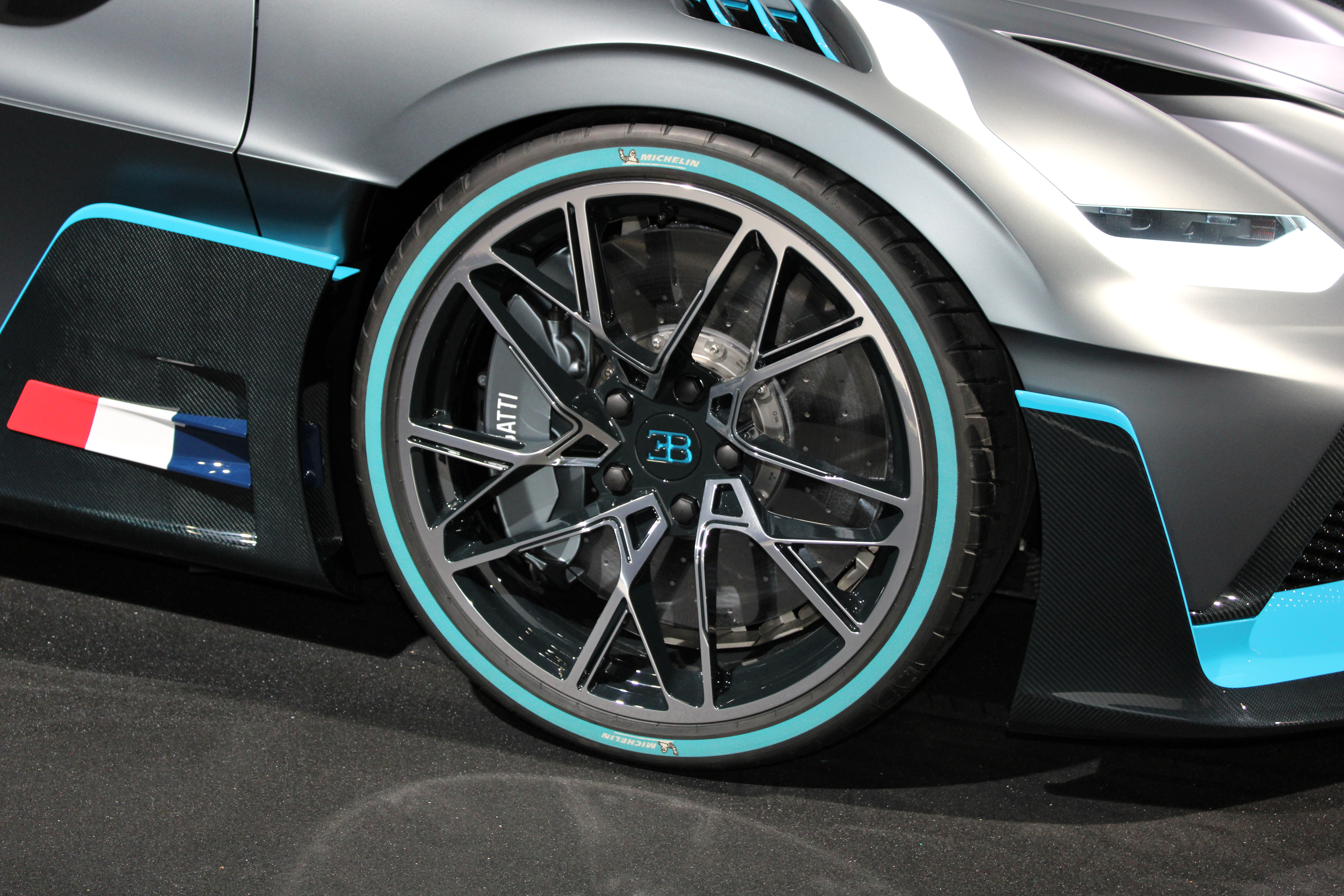
Een van de wielen op de Bugatti Divo
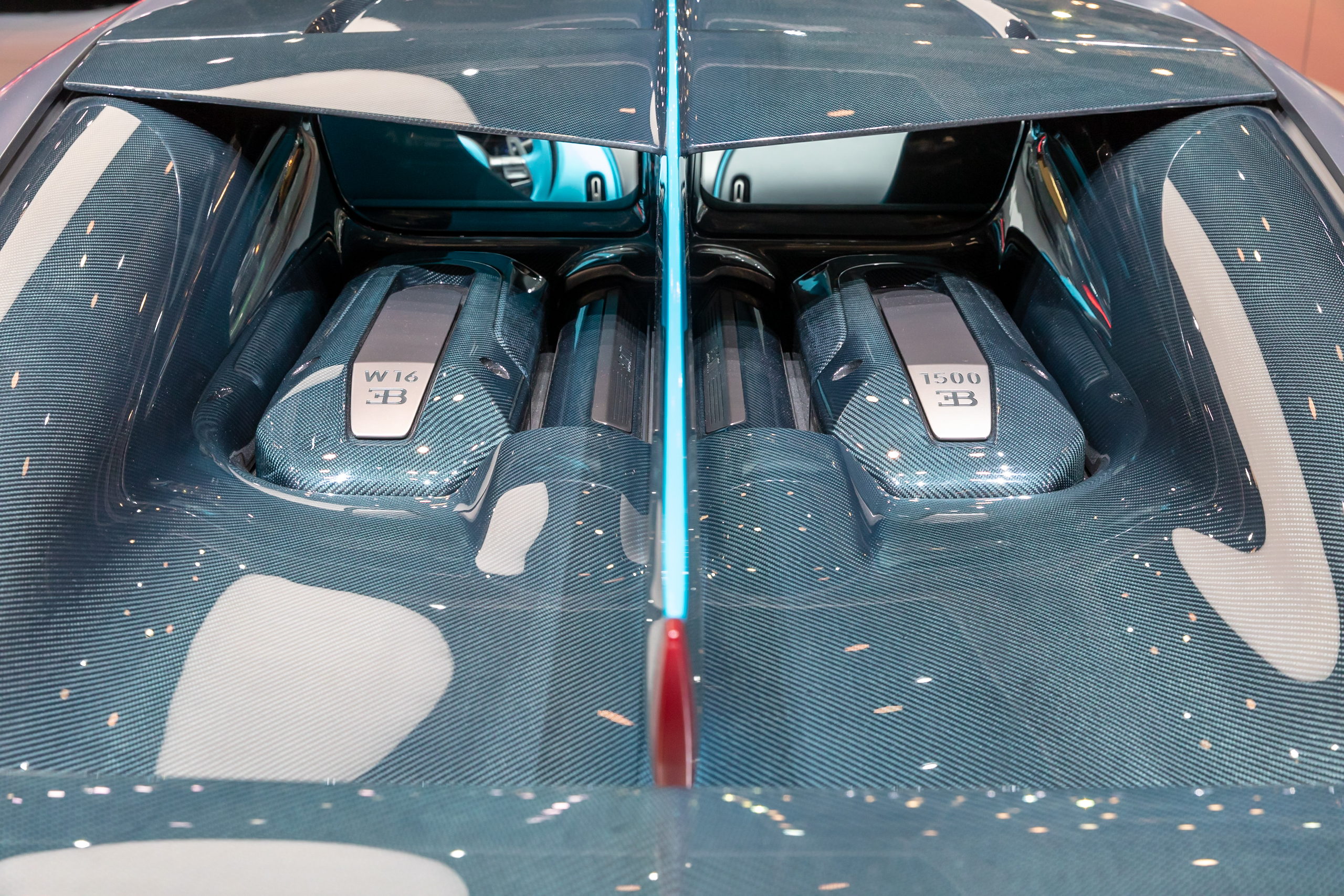
De motor van de Bugatti Divo